# Bisdom El Banco
Het bisdom El Banco (Latijn: Dioecesis Bancoënsis) is een rooms-katholiek bisdom met als zetel El Banco, in Colombia. Het bisdom is suffragaan aan het aartsbisdom Barranquilla. 

## Geschiedenis
Het bisdom werd opgericht op 17 januari 2006, uit delen van de bisdommen Santa Marta en Valledupar. 

## Parochies
Het bisdom had in 2021 een oppervlakte van 11.855 km2 en telde 523.985 inwoners waarvan 67,5% rooms-katholiek was.

## Bisschoppen
- Jaime Enrique Duque Correa (17 januari 2006 - 14 april 2013)
- Luis Gabriel Ramírez Díaz (18 juni 2014 - 27 februari 2021)
- sedisvacatie
  - José Mario Bacci Trespalacios (apostolisch administrator: 17 januari 2023)

Barranquilla (aartsbisdom) · El Banco · Riohacha · Santa Marta · Valledupar